# 救済療法
救済療法（きゅうさいりょうほう、Salvage therapy）は、標準的な治療に反応しない病気の後に行われる治療法で、救助療法（Rescue therapy）とも呼ばれる。救済療法を必要とする最も一般的な疾患は、HIV感染症と様々な癌である。この言葉は明確に定義されておらず、2回目の試みと最終的な試みの両方の意味で使われる。救済療法に用いられる薬剤やその組み合わせは、一般的に標準治療に比べて重篤な副作用を伴う。これは、最後の手段である薬剤に当てはまる。 

## 用法

### HIV感染症
抗レトロウイルス薬（ARV）を投与する事で、HIVの増殖を遅らせ、生活の質と生存率を高める事が出来る。ARVによる抑制後、患者のウイルス量（血液中のHIVの量）が増加した場合、ウイルスがARVに対して耐性を獲得した可能性がある。HIVのゲノムに薬剤耐性を齎す変異が増えてくると、HIVの複製を有意に抑制し、患者のウイルス量を低く保つARVを選択する事が難しくなる。ここでいう救済療法とは、通常の治療が失敗した後に、複製しているHIVを抑制しようとするものである。プロテアーゼ阻害剤を含む少なくとも1つの治療法が失敗した場合、その後のHIV感染症の治療は救済療法と呼ばれる。

### 癌
救済化学療法は、他の化学療法に反応しなかった場合に行われる治療法である。

## 参考資料
1. ↑  “Definition of Salvage therapy”.   MedicineNet.com (2006年). 2006年10月26日閲覧。
2. ↑  “HIV Therapy 2006”.   Flying Publisher (2006年). 2006年10月26日閲覧。
3. ↑  “Antiretroviral Therapy (ART)”.  World Health Organization (2006年). 2006年10月26日閲覧。
4. ↑  “SALVAGE THERAPY”.   The AIDS InfoNet (2006年). 2006年10月5日時点のオリジナルよりアーカイブ。2006年10月26日閲覧。
5. ↑  “HIV Medicine 15th Edition”.   Flying Publisher (2007年). 2012年1月15日閲覧。
6. ↑  NCI Dictionary of Cancer Terms